# 夏!まだまだ長崎から
夏!まだまだ長崎から （なつ!まだまだながさきから）は、8月6日の広島原爆忌に長崎県長崎市の稲佐山公園野外ステージにて、2007年から2012年まで毎年行われていた無料コンサート。

## 概要
1987年から2006年までは毎年さだまさしによって、平和コンサート「夏 長崎から さだまさし」が行われていた。さだは「夏 長崎から さだまさし」に終止符を打つ際に「私は20年間種を蒔いてきた。あとは長崎の人達が芽吹かせてくれるかどうかだ。」という言葉を残している。「夏!まだまだ長崎から」は、「夏 長崎から」継承するかたちで地元有志によって催されている。
その後2012年まで開催されたが、2013年からは毎年8月4日に東日本大震災復興支援チャリティコンサートとしてさだ主催の『長崎から東北へ』が開催されることになったため、「使命を終えた」として主催者側から2013年以降の開催は行わないことが表明された。

## 沿革

### 2007年
- 日時：8月6日 午後4時00分開場 5時00分開演（9時終了）
- 主催：夏!まだまだ長崎から実行委員会
- 実行委員長：川田 金太郎
- 副委員長：下道 修、荒木 勝郎、中村 繁、松永 友幸
- 後援：長崎市、長崎新聞、NHK長崎放送局、NBC長崎放送、テレビ長崎、長崎国際テレビ、長崎文化放送、FM長崎、ザ・ながさき、ながさきプレス、西日本新聞社
- 出演：ホワイトサウンズ7、ピュアブルー、MIYUKI、思案橋ブルースバンド、小國雅香カルテット、川田金太郎、佐田玲子
  - メッセージ・朗読：高校生1万人署名、森元顕一郎、隈部大樹
  - 声のメッセージ：さだまさし

### 2008年
- 日時：8月6日 午後4時00分開場 4時30分開演（8時30分終了）
- 実行委員長：井川由梨
- 副実行委員長：坂本慎一朗、長岡友昭
- 主宰：川田金太郎
- 主催：夏！まだまだ長崎から実行委員会
- 後援：長崎市、長崎新聞、NHK長崎放送局、NBC長崎放送、テレビ長崎、長崎国際テレビ、長崎文化放送、FM長崎、ザ・ながさき、ながさきプレス、西日本新聞社
- 出演：ポカスカジャン、西方小天鼓、右ねじの法則、Cokey Brothers Band、うーばんぎゃーかす、高校生一万人署名、みほりょうすけ、川田金太郎、佐田玲子

### 2009年
- 日時：8月6日 午後4時00分開場 4時20分開演
- 主催：夏!まだまだ長崎から実行委員会
- 実行委員長：馬場優子
- 副実行委員長：下道修
- 主宰：川田金太郎
- 後援：長崎県、長崎市、長崎新聞、西日本新聞社、NBC長崎放送、テレビ長崎、長崎国際テレビ、長崎文化放送、NHK長崎放送局、エフエム長崎、ひまわりてれび
- 出演：長崎大学突風、シーシーミュージック二胡弓楽会、マニット、ピッグレディ、稲山訓央with岡部昭、サンディ　トリップ、かとうフィーリングアートバレエ、佐田玲子、川田金太郎、新屋まり、奥土居美可

### 2010年
- 日時：8月6日 午後4時00分開場 4時20分時開演（8時40分終了）
- 主催：夏!まだまだ長崎から
- 主宰：川田金太郎
- 後援：長崎県、長崎市、長崎新聞、西日本新聞社、NBC長崎放送、テレビ長崎、長崎国際テレビ、長崎文化放送、NHK長崎放送局、エフエム長崎、ひまわりてれび、はっぴぃFM
- 出演：フラメンコスタジオケレンシア、ZEAL OF SOLISTEN、Over Drive、はちみつボイス☆知展、GOOSEE、中山静香、佐田玲子、川田金太郎、稲山訓央、がばらんば体操、自由飛行人

### 2011年
- 日時：8月6日 午後0時00分開場 1時00分時開演（6時30分終了）
- 主催：夏!まだまだ長崎から
- 主宰：川田金太郎
- 後援：長崎県、長崎市、長崎新聞、西日本新聞社、NBC長崎放送、テレビ長崎、長崎国際テレビ、長崎文化放送、NHK長崎放送局、エフエム長崎、ひまわりてれび、はっぴぃFM
- 出演：長崎県立長崎東高等学校吹奏楽部、りぶさん、Project-S、WAON、DigaDigaDoo、稲山訓央、樋口了一、スターライトスクール、松居美希、佐田玲子、川田金太郎

### 2012年
- 日時：8月6日 午後4時00分開場 5時00分時開演（8時00分終了）
- 主催：夏!まだまだ長崎から
- 主宰：川田金太郎
- 後援：長崎県、長崎市、長崎新聞、西日本新聞社、NBC長崎放送、テレビ長崎、長崎国際テレビ、長崎文化放送、NHK長崎放送局、エフエム長崎、ひまわりてれび、はっぴぃFM
- 出演：佐賀大学ハワイアンミュージック研究会、みほりょうすけ、鶴鳴学園長崎女子高等学校龍踊部、Hamayan&、稲山訓央、佐田玲子、川田金太郎